# Redningsvæsenet
Redningsvæsenet blev formelt en realitet den 26. marts 1852 da "Lov angaaende Redningsvæsenet på de danske Kyster" vedtaget. Dette skete på foranledning af justitsråd Christopher Berent Claudi, der havde selv oplevet flere strandinger. Ved oprettelsen af Farvandsvæsenet i 1973 blev Redningsvæsenet lagt ind under dette og ændrede samtidig navn til det nuværende Kystredningstjenesten.